# Новочеркаська чоловіча гімназія
Чоловіча гімназія  (рос. Мужская гимназия)  — колишній навчальний заклад в місті Новочеркаську. На даний час тут функціонує школа № 3 ім. отамана М. І. Платова. Будівля є об'єктом культурної спадщини федерального значення.

## Історія
Будівля школи знаходиться по червоній лінії проспекту Єрмака, 92/75 і замикає велику частину кварталу. Зведена в 1875 році, автор проекту — архітектор А. А. Кампіоні.
Будівля має два поверхи, збудована з цегли, під залізною покрівлею. Три ризаліти, які трохи виступають за основну лінію фасаду, мірний ритм віконних прорізів в прямокутних наличниках створюють його архітектурний вигляд. Перший поверх будівлі рустований, другий вінчають карниз з дентикулами і парапет з маленьким полуфронтоном. У середньому ризаліті знаходиться головний вхід. В гімназії існувала своя домова церква.
Будівля в плані має складну конфігурацію. В її основі коридорна система, класні кімнати розміщені з обох боків коридору.
Згідно з написом на меморіальній табличці, встановленій у 1970 році, серед відомих випускників цієї чоловічої гімназії - історик-декабрист С. Д. Сухоруков, народоволець В. Д. Генералов, агент «Ленінської Іскри» С. В. Андронов, геолог і географ І. В. Мушкетов, художник І. І. Крилов, композитор І. П. Шишов, Герой Радянського Союзу К. В. Сухов. Однак Сухоруков і Мушкетов навчалися в будівлі гімназії, що знаходилася на цьому ж місці до 1875 року.